# Karl H. Fell
Karl H. Fell (* 16. Dezember 1936 in Erkelenz; † 5. Dezember 1996 in Bonn) war ein deutscher Politiker, Landtags- und Bundestagsabgeordneter (CDU).

## Leben und Beruf
Nach dem Besuch der Volksschule und des Gymnasiums mit dem Abschluss Abitur studierte Fell Rechts- und Staatswissenschaften in Bonn, Freiburg und Köln. Er legte das erste und das zweite juristische Staatsexamen ab und promovierte 1964 zum Dr. jur. Anschließend war er als Richter, zuletzt Landgerichtsrat, am Landgericht Mönchengladbach tätig. Ab 1972 war er zunächst bis 1977 Referent in der Rechtsabteilung des Bundesverbandes deutscher Banken in Köln tätig. Anschließend arbeitete er als Justitiar bzw. Syndikus für verschiedene Banken. Von 1992 bis zu seinem Tode war er Geschäftsführer einer Holdinggesellschaft. Fell war verheiratet und hatte sechs Kinder.
Außerdem war er zeitweise Mitglied der Gemeinsamen Synode der Bistümer in der Bundesrepublik Deutschland.

## Politik
1964 wurde Fell Mitglied der CDU. Er war in zahlreichen Parteigremien vertreten. Vom 26. Juli 1970 bis zum 29. Mai 1985 war Fell Mitglied des Landtags des Landes Nordrhein-Westfalen. Er wurde jeweils im Wahlkreis 006 Erkelenz bzw. 006 Heinsberg II direkt gewählt. Mitglied des Deutschen Bundestages war er von 1987 bis zu seinem Tod am 5. Dezember 1996. Er engagierte sich explizit in Familienpolitik und gab mit Co-Autor Bernhard Jans ein Buch zum Familienwahlrecht heraus.
Dem Stadtrat der Stadt Wegberg gehörte er von 1969 bis 1985 an, von 1972 bis 1985 war er dort Bürgermeister.
Fell war Träger des Bundesverdienstkreuzes I. Klasse.